# El matí de la sega
El matí de la sega (en anglès, Sunrise on the Reaping) és una novel·la distòpica escrita per l'autora estatunidenca Suzanne Collins. És la segona novel·la preqüela de la trilogia original dels Jocs de la Fam, després de La balada d'ocells i serps, publicada el 2020. Està ambientada 24 anys abans dels esdeveniments de la primera novel·la. Es va publicar el 18 de març de 2025. Es va anunciar que una adaptació cinematogràfica s'estrenarà el 20 de novembre de 2026.